# Рускув
Рускув (пол. Rusków) — село в Польщі, у гміні Плятерув Лосицького повіту Мазовецького воєводства.
Населення — 385 осіб (2011).
У 1975-1998 роках село належало до Білопідляського воєводства.

## Демографія
Демографічна структура станом на 31 березня 2011 року:
|          | Загалом | Допрацездатний вік | Працездатний вік | Постпрацездатний вік |
| -------- | ------- | ------------------ | ---------------- | -------------------- |
| Чоловіки | 198     | 42                 | 133              | 23                   |
| Жінки    | 187     | 43                 | 97               | 47                   |
| Разом    | 385     | 85                 | 230              | 70                   |